# Federación Internacional de Bobsleigh y Skeleton
La Federación Internacional de Bobsleigh y Skeleton (en inglés: International Bobsleigh and Skeleton Federation, IBSF) es la organización internacional que se dedica a regular las normas de los deportes de bobsleigh y skeleton a nivel competitivo, así como de celebrar periódicamente competiciones en cada una de sus categorías. 
Fue fundada el 23 de noviembre de 1923 en París por representantes de cinco países: Canadá, Estados Unidos, Francia, el Reino Unido y Suiza. Actualmente tiene su sede en Lausana (Suiza) y cuenta con la afiliación de federaciones nacionales.
El presidente en funciones (2009) es Robert H. Storey de Canadá y el secretario general, Ermanno Gardella de Italia.

## Eventos
Las principales competiciones a cargo de la IBSF son:
- Campeonato Mundial de Bobsleigh
- Campeonato Mundial de Skeleton

## Organización
La estructura jerárquica de la unión está conformada por el presidente y los Vicepresidentes, el director General, el Congreso, el Comité Ejecutivo, el Consejo y el Comité Técnico.

### Presidentes
| N.º | Periodo   | Nombre                         | País           |
| --- | --------- | ------------------------------ | -------------- |
| 1   | 1923-1960 | Conde Renaud de la Frégeolière | Francia        |
| 2   | 1960-1984 | Amilcare Rotta                 | Italia         |
| 3   | 1980-1994 | Klaus Kotter                   | RFA / Alemania |
| 4   | 1994-2010 | Robert H. Storey               | Canadá         |
| 5   | 2010-     | Ivo Ferriani                   | Italia         |

## Federaciones nacionales
En 2009 la FIBT cuenta con la afiliación de 60 federaciones nacionales de los cinco continentes.
| N.º | País                                 | Federación                                                       | Página web |
| --- | ------------------------------------ | ---------------------------------------------------------------- | ---------- |
| 1   | Alemania                             | Bob- und Schlittenverband für Deutschland                        |            |
| 2   | Andorra                              | Associació Esportiva de Bobsleigh                                |            |
| 3   | Antillas Neerlandesas                | Federación de Bobsleigh de las Antillas Neerlandesas             |            |
| 4   | Argentina                            | Asociación Argentina de Bobsleigh                                |            |
| 5   | Armenia                              | Federación Armenia de Bobsleigh, Skeleton y Luge                 |            |
| 6   | Australia                            | Australian Bobsleigh & Skeleton Association                      |            |
| 7   | Austria                              | Österreichischer Bob- und Skeletonverband                        |            |
| 8   | Bélgica                              | Fédération Belge de Bobsleigh et de Luge                         |            |
| 9   | Bermudas                             | Bermuda Bobsled, Skeleton & Luge Association                     |            |
| 10  | Bosnia y Herzegovina                 | Bob Association of Bosnia and Herzegovina                        |            |
| 11  | Brasil                               | Confederação Brasileira de Desportos no Gelo                     |            |
| 12  | Bulgaria                             | Bulgarian Bobsleigh and Toboggan Federation                      |            |
| 13  | Canadá                               | Bobsleigh Canada Skeleton                                        |            |
| 14  | Chile                                | Asociación de Bob y Skeleton de Chile                            |            |
| 15  | China                                | Asociación China de Bobsleigh                                    |            |
| 16  | Corea del Sur                        | Federación Coreana de Bobsleigh y Luge                           |            |
| 17  | Croacia                              | Federación Croata de Bobsleigh y Skeleton                        |            |
| 18  | Dinamarca                            | Bobslaede- og Skeleton Klub Danmark                              |            |
| 19  | Eslovaquia                           | Slovenský zväz bobistov                                          |            |
| 20  | Eslovenia                            | Federación Eslovena de Bobsleigh                                 |            |
| 21  | España                               | Federación Española de Deportes de Hielo                         |            |
| 22  | Estados Unidos                       | United States Bobsled & Skeleton Federation                      |            |
| 23  | Finlandia                            | Federación Finlandesa de Bobsleigh y Skeleton                    |            |
| 24  | Francia                              | Fédération Française des Sports de Glace                         |            |
| 25  | Grecia                               | Hellenic Ice Sports Federation                                   |            |
| 26  | Hungría                              | Asociación Húngara de Bobsleigh                                  |            |
| 27  | India                                | Federación India de Bobsleigh                                    |            |
| 28  | Irak                                 | Federación Iraquí de Bobsleigh                                   |            |
| 29  | Irlanda                              | Irish Bobsled & Skeleton Association                             |            |
| 30  | Islas Vírgenes de los Estados Unidos | U.S. Virgin Islands Bobsled Federation                           |            |
| 31  | Israel                               | Federación de Bobsleigh y Skeleton de Israel                     |            |
| 32  | Italia                               | Federazione Italiana Sport Invernali                             |            |
| 33  | Jamaica                              | Jamaica Bobsled Federation                                       |            |
| 34  | Japón                                | Japan Bobsleigh and Luge Federation                              |            |
| 35  | Kazajistán                           | Federación de Bobsleigh de Kazajistán                            |            |
| 36  | Letonia                              | Federación Letona de Bobsleigh                                   |            |
| 37  | Liechtenstein                        | Federación de Bobsleigh de Liechtenstein                         |            |
| 38  | México                               | Federación Mexicana de Patinaje y Deportes de Invierno           |            |
| 39  | Mónaco                               | Fédération Monegasque de Bobsleigh, de Luge & de Skeleton        |            |
| 40  | Noruega                              | Norges Ake- og Bob- og Skeletonforbund                           |            |
| 41  | Nueva Zelanda                        | New Zealand Bobsleigh and Skeleton Association                   |            |
| 42  | Países Bajos                         | Bob en Slee Bond Nederland                                       |            |
| 43  | Polonia                              | Polski Związek Sportów Saneczkowych                              |            |
| 44  | Portugal                             | Bobsleigh Clube de Portugal                                      |            |
| 45  | Puerto Rico                          | Federación de Bobsleigh de Puerto Rico                           |            |
| 46  | Reino Unido                          | British Bobsleigh and Skeleton Association                       |            |
| 47  | República Checa                      | Český svaz bobistů a skeletonistů                                |            |
| 48  | Rumania                              | Federaţia Română de Bob şi Sanie                                 |            |
| 49  | Rusia                                | Federación Rusa de Bobsleigh                                     |            |
| 50  | Samoa                                | Western Samoa Bobsleigh & Skeleton Association                   |            |
| 51  | Samoa Americana                      | American Samoa Bobsled Association                               |            |
| 52  | San Marino                           | Federazione Sanmarinese Sport Invernali                          |            |
| 53  | Serbia                               | Asociación Serbia de Bobsleigh                                   |            |
| 54  | Sudáfrica                            | Snow Sports South Africa                                         |            |
| 55  | Suecia                               | Svenska Bob- och Rodelförbundet                                  |            |
| 56  | Suiza                                | Schweizerischer Bobsleigh-, Schlittel- und Skeleton-Sportverband |            |
| 57  | Taiwán                               | Asociación de Bobsleig y Luge de Taiwán                          |            |
| 58  | Trinidad y Tobago                    | Trinidad & Tobago Bobsleigh Federation                           |            |
| 59  | Ucrania                              | Federación Ucraniana de Bobsleigh                                |            |
| 60  | Venezuela                            | Federación Venezolana de Deportes de Invierno                    |            |